# Assedio di Lier (1582)
L'assedio di Lier del 1582 (detto anche presa di Lier o tradimento di Lier) fu un assedio combattuto nell'ambito della guerra degli ottant'anni che perdurò dal 1° al 2 agosto del 1582 presso la città di Lier (attuale Belgio).
Il 2 agosto l'esercito spagnolo comandato dal governatore generale Alessandro Farnese, principe di Parma, col supporto di un gruppo di disertori olandesi (truppe scozzesi guidate dal capitano William Semple), assediarono e catturarono la città di Lier, difesa da un contingente composto da soldati olandesi, inglesi e tedeschi al comando del governatore locale. L'intera guarnigione venne uccisa o catturata. La notizia del successo spagnolo a Lier produsse un grande shock tra la leadership dei ribelli olandesi attestata ad Anversa; il fatto si tramutò anche in una reazione della popolazione di fede protestante che provvedette subito a vendere le proprie abitazioni ed a spostarsi nelle Fiandre del nord.

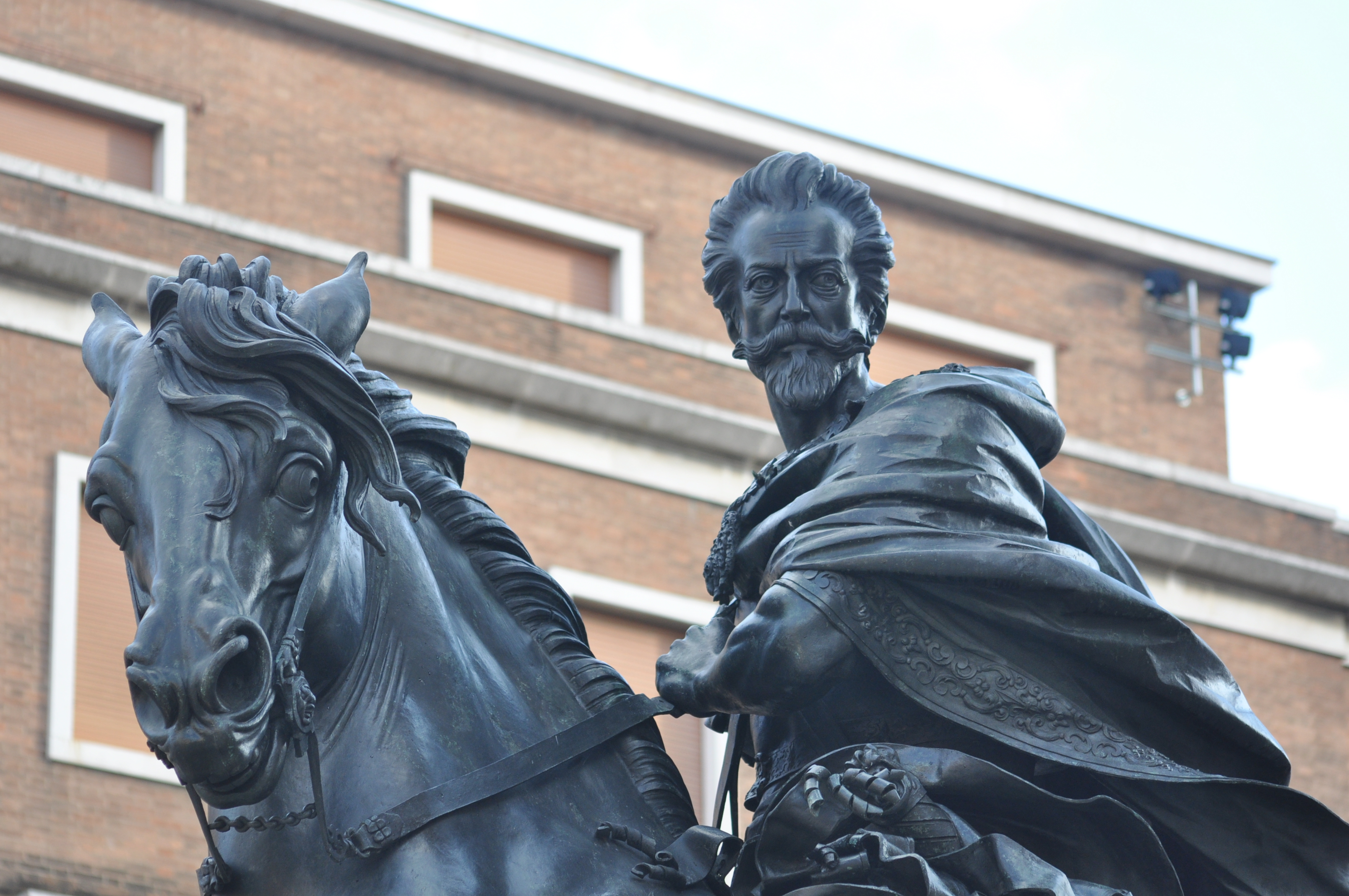
Statua di Alessandro Farnese, realizzata da Francesco Mochi.

Liere ea una posizione strategica, definita "la chiave per Anversa e per il ducato di Brabante". Il tradimento di Bruges l'anno successivo ad opera del colonnello Boyd venne eseguito probabilmente su esempio del comandante inglese di questo assedio, il capitano William Semple, che abbandonò gli anglo-olandesi per schierarsi con gli spagnoli proprio durante l'assedio. Dopo una breve visita al principe Alessandro Farnese a Namur, Semple venne inviato in Spagna con una forte raccomandazione presso Filippo II di Spagna che, secondo il gesuita italiano Famiano Strada, lo ricompensò grandemente.